# Carolina Beach, Carolina de Nord
Carolina Beach este un oraș de plajă situat în comitatul New Hanover, Carolina de Nord, Statele Unite ale Americii, la aproximativ 19 kilometri de Aeroportul Internațional Wilmington, pe coasta de sud-est a Carolinei de Nord. Conform recensământului din 2020, populația orașului era de 6.564 de locuitori. Face parte din zona metropolitană Wilmington. Comunitatea Wilmington Beach a fost anexată de oraș în anul 2000.
Carolina Beach se află la capătul nordic al Insulei Pleasure, pe care o împarte cu comunitatea Kure Beach, situată la sud de canalul care separă insula de comunitatea neîncorporată Sea Breeze. Cu o suprafață de 6,3 kilometri pătrați, orașul se întinde pe lungimea insulei, de la Freeman Park în nord la Alabama Avenue în sud. Carolina Beach se învecinează cu plaja Kure, care se află imediat la sud. În timpul lunilor de vară, orașul Carolina Beach oferă muzică live de plajă în fiecare vineri seara pe promenada din apropierea centrului orașului.

## Geografie
Potrivit Biroului de Recensământ al Statelor Unite, orașul are o suprafață totală de 6,5 kilometri pătrați, din care 5,7 kilometri pătrați sunt uscat, iar 0,52 kilometri pătrați reprezintă apă (8,13%).

## Demografie

### Recensământul din 2020
| Rasă                                 | Număr | Procent |
| ------------------------------------ | ----- | ------- |
| Alb (nehispanic)                     | 5.982 | 91,13%  |
| Negru sau afro-american (nehispanic) | 53    | 0,81%   |
| Nativ american                       | 17    | 0,26%   |
| Asiatic                              | 50    | 0,76%   |
| Insulele Pacificului                 | 1     | 0,02%   |
| Altele/Mixte                         | 277   | 4,22%   |
| Hispanic sau Latino                  | 184   | 2,8%    |

Orașul avea o populație de 6.564 de locuitori conform recensământului din Statele Unite din 2020. Existau 2.876 de gospodării și 1.764 de familii.

### Estimarea recensământului din 2013
Conform estimării recensământului din 2013, în oraș se aflau 2.296 de gospodării, și 1.253 de familii. Densitatea populației era de 805,6 locuitori pe kilometru pătrat. Existau 4.086 de unități de locuințe la o densitate medie de 700,2 pe kilometru pătrat. Compoziția rasială a orașului era de 98,94% albi, 0,39% afro-americani, 0,50% asiatici și 0,17% din alte rase.
Existau 2.296 gospodării, dintre care 18,3% aveau copii sub vârsta de 18 ani care locuiau cu ei, 43,5% erau cupluri căsătorite care locuiau împreună, 7,7% erau conduse de o femeie singură și 45,4% erau non-familii. 35,1% din gospodării erau formate din persoane singure, iar 7,6% aveau o persoană care locuia singură la vârsta de 65 de ani sau mai mult. Mărimea medie a gospodăriei era de 2,03, iar dimensiunea medie a familiei era de 2,59.
Populația era distribuită în oraș, astfel: 14,8% sub 18 ani, 7,1% între 18 și 24 de ani, 31,0% între 25 și 44 de ani, 34,5% între 45 și 64 de ani și 12,7% cu vârsta de 65 de ani sau mai mult. Vârsta medie era de 44 de ani. La 100 de femei, reveneau 103,6 bărbați. La 100 de femei cu vârsta de 18 ani și peste, reveneau 104,0 bărbați.
Venitul median pentru o gospodărie din oraș era de 37.662 USD, iar venitul median pentru o familie era de 44.882 USD, bărbații aveau un venit median de 31.013 USD, comparativ cu 21.241 USD pentru femei. Venitul pe cap de locuitor pentru oraș era de 24.128 USD. Aproximativ 8,4% din familii și 14,4% din populație se aflau sub pragul sărăciei, incluzând 10,9% dintre cei sub 18 ani, și niciunul dintre cei cu vârsta de 65 de ani sau peste.

## Educație
Districtul școlar New Hanover deservește și Carolina Beach. Singura școală din oraș este Școala Elementară Carolina Beach, fondată în 1937. Elevii din ciclul gimnazial și liceal merg la Charles P. Murray Middle School și Liceul Eugene Ashley din Wilmington.

## Istorie
Orașul a fost distrus complet de uraganul Hazel în 1954. Se pare că 362 de clădiri au fost distruse în oraș.

## Puncte de interes
- Carolina Beach Pier
- LORAN-C transmitter Carolina Beach
- Fort Fisher
- Acvariul din Carolina de Nord de la Fort Fisher
- Parcul de stat Carolina Beach
- Clădirea și Anexa de apartamente Joy Lee și cimitirul Newton sunt incluse în Registrul Național al Locurilor Istorice.[9]
- Freeman Park - O zonă de plajă unde vizitatorii pot conduce cu vehicule 4x4 și pot campa peste noapte.
- Pleasure Island Sea Turtle Project[10]
- Island Greenway[11]
- Federal Point Historic Preservation Society[12]
- Britt's Donuts[13]
- Carolina Beach Mooring Field[14]

## Galerie
|  |  |  |